# 52. Primetime Emmy-gála
Az 52. Primetime Emmy-gála során az 1999 és 2000 között főműsoridőben bemutatott, amerikai televíziós programokat értékelték. A jelölteket az Academy of Television Arts & Sciences választotta ki. A Los Angeles-i Shrine Auditoriumben tartott ceremóniát az ABC tűzte műsorra 2000. szeptember 10-én. A műsor házigazdája Garry Shandling volt. A jelöltek listáját 2000. július 20-án hozták nyílvánosságra.

## Győztesek és jelöltek
A nyertesek félkövérrel jelölve.

### Műsorok
| Legjobb vígjátéksorozat | Legjobb drámasorozat |
| --- | --- |
| - Will és Grace (NBC) - Szeretünk Raymond (CBS) - Frasier – A dumagép (NBC) - Jóbarátok (NBC) - Szex és New York (HBO)                                                             | - Az elnök emberei (NBC) - Vészhelyzet (NBC) - Esküdt ellenségek (NBC) - Ügyvédek (ABC) - Maffiózók (HBO)                                                                                     |
| Legjobb varieté szkeccssorozat | Legjobb különkiadás |
| - Late Show with David Letterman (CBS) - The Chris Rock Show (HBO) - Dennis Miller Live (HBO) - Politically Incorrect with Bill Maher (ABC) - The Tonight Show with Jay Leno (NBC) | - Saturday Night Live: The 25th Anniversary Special (NBC) - 72. Oscar-gála (ABC) - Chris Rock: Bigger & Blacker (HBO) - Cirque du Soleil – Quidam (Bravo) - Eddie Izzard: Dress to Kill (HBO) |
| Legjobb tévéfilm | Legjobb minisorozat |
| - Leckék az életről (ABC) - Annie (ABC) - Ha a falak beszélni tudnának 2. (HBO) - Fekete csillag (HBO) - Az Aranypolgár születése (HBO)                                            | - The Corner (HBO) - Az ezeregy éjszaka meséi (ABC) - Beach Boys: Kezdetektől a világhírig (ABC) - Jézus (CBS) - Barnum Cirkusz (A&E)                                                         |

### Színészek

#### Főszereplők
| Legjobb férfi főszereplő (vígjátéksorozat) | Legjobb női főszereplő (vígjátéksorozat) |
| --- | --- |
| - Michael J. Fox – Kerge város (Michael Flaherty) (ABC) - Kelsey Grammer – Frasier – A dumagép (Dr. Frasier Crane) (NBC) - John Lithgow – Űrbalekok (Dick Solomon) (NBC) - Eric McCormack – Will és Grace (Will Truman) (NBC) - Ray Romano – Szeretünk Raymond (Ray Barone) (CBS)) (Epizód: “A házisárkány”) | - Patricia Heaton – Szeretünk Raymond (Debra Barone) (CBS)) (Epizód: “A házisárkány”) - Jenna Elfman – Dharma és Greg (Dharma Montgomery) (ABC) - Jane Kaczmarek – Már megint Malcolm (Lois) (Fox)) (Epizód: “A vörös ruha”) - Debra Messing – Will és Grace (Grace Adler) (NBC) - Sarah Jessica Parker – Szex és New York (Carrie Bradshaw) (HBO) |
| Legjobb férfi főszereplő (drámasorozat) | Legjobb női főszereplő (drámasorozat) |
| - James Gandolfini – Maffiózók (Tony Soprano) (HBO) - Dennis Franz – New York rendőrei (Andy Sipowicz) (ABC) - Jerry Orbach – Esküdt ellenségek (Lennie Briscoe) (NBC) - Martin Sheen – Az elnök emberei (Josiah Bartlet) (NBC) - Sam Waterston – Esküdt ellenségek (Jack McCoy) (NBC)                       | - Sela Ward – Még egyszer és újra (Lily Manning) (ABC) - Lorraine Bracco – Maffiózók (Dr. Jennifer Melfi) (HBO) - Amy Brenneman – Amynek ítélve (Amy Gray) (CBS) - Edie Falco – Maffiózók (Carmela Soprano) (HBO) - Julianna Margulies – Vészhelyzet (Carol Hathaway) (NBC)                                                                        |
| Legjobb férfi főszereplő (minisorozat, antológiasorozat vagy tévéfilm) | Legjobb női főszereplő (minisorozat, antológiasorozat vagy tévéfilm) |
| - Jack Lemmon – Leckék az életről (Morrie Schwartz) (ABC) - Beau Bridges – Barnum Cirkusz (Phineas Barnum) (A&E) - Brian Dennehy – Az ügynök halála (Willy Loman) (Showtime) - William H. Macy – Kritikus pont (Terry Thorpe) (TNT) - Liev Schreiber – Az Aranypolgár születése (Orson Welles) (HBO)         | - Halle Berry – Fekete csillag (Dorothy Dandridge) (HBO) - Judy Davis – A Cooler Climate (Paula Tanner) (Showtime) - Sally Field – A Cooler Climate (Iris Prue) (Showtime) - Holly Hunter – Harlan County War (Ruby Kincaid) (Showtime) - Gena Rowlands – Nagyszülői szeretet (Georgia Porter) (CBS)                                               |
| Legjobb színész zenés műsorban vagy varietében | |
| - Eddie Izzard – Eddie Izzard: Dress to Kill (HBO) - Cher – Cher: Live in Concert (HBO) - Billy Crystal – 72. Oscar-gála (ABC) - Chris Rock – Chris Rock: Bigger & Blacker (HBO) - Molly Shannon – Saturday Night Live (NBC)                                                                                 | |

#### Mellékszereplők
| Legjobb férfi mellékszereplő (vígjátéksorozat) | Legjobb női mellékszereplő (vígjátéksorozat) |
| --- | --- |
| - Sean Hayes – Will és Grace (Jack McFarland) (NBC) - Peter Boyle – Szeretünk Raymond (Frank Barone) (CBS)) (Epizódok: “A tékozló fiú”, “Debra, a mesterszakács”) - Brad Garrett – Szeretünk Raymond (Robert Barone) (CBS)) (“A kiállhatatlan Robert”, “A szembenézés”) - Peter MacNicol – Ally McBeal (John Cage) (Fox) - David Hyde Pierce – Frasier – A dumagép (Dr. Niles Crane) (NBC) | - Megan Mullally – Will és Grace (Karen Walker) (NBC) - Jennifer Aniston – Jóbarátok (Rachel Green) (NBC) - Kim Cattrall – Szex és New York (Samantha Jones) (HBO) - Lisa Kudrow – Jóbarátok (Phoebe Buffay) (NBC) - Doris Roberts – Szeretünk Raymond (Marie Barone) (CBS)) (Epizódok: “Szex a lelke mindennek”, “Robert válása”)     |
| Legjobb férfi mellékszereplő (drámasorozat) | Legjobb női mellékszereplő (drámasorozat) |
| - Richard Schiff – Az elnök emberei (Toby Ziegler) (NBC) - Michael Badalucco – Ügyvédek (Jimmy Berluti) (ABC) - Dominic Chianese – Maffiózók (Corrado "Junior" Soprano) (HBO) - Steve Harris – Ügyvédek (Eugene Young) (ABC) - John Spencer – Az elnök emberei (Leo McGarry) (NBC) | - Allison Janney – Az elnök emberei (C. J. Cregg) (NBC) - Stockard Channing – Az elnök emberei (Abigail Bartlet, M.D.) (NBC) - Tyne Daly – Amynek ítélve (Maxine Gray) (CBS) - Nancy Marchand – Maffiózók (Livia Soprano) (HBO) - Holland Taylor – Ügyvédek (Roberta Kittleson) (ABC)                                                  |
| Legjobb férfi mellékszereplő (minisorozat, antológiasorozat vagy tévéfilm) | Legjobb női mellékszereplő (minisorozat, antológiasorozat vagy tévéfilm) |
| - Hank Azaria – Leckék az életről (Mitch Albom) (ABC) - Klaus Maria Brandauer – Fekete csillag (Otto Preminger) (HBO) - James Cromwell – Az Aranypolgár születése (William Randolph Hearst) (HBO) - Danny Glover – Néger sors (Will Walker) (TNT) - John Malkovich – Az Aranypolgár születése (Herman Mankiewicz) (HBO)                                                                    | - Vanessa Redgrave – Ha a falak beszélni tudnának 2. (Edith Tree) (HBO) - Kathy Bates – Annie (Miss Hannigan) (ABC) - Elizabeth Franz – Az ügynök halála (Linda Loman) (Showtime) - Melanie Griffith – Az Aranypolgár születése (Marion Davies) (HBO) - Maggie Smith – Copperfield Dávid (Masterpiece Theatre) (Betsey Trotwood) (PBS) |

### Rendezők
| Legjobb rendező (vígjátéksorozat) | Legjobb rendező (drámasorozat) |
| --- | --- |
| - Már megint Malcolm: "A kezdetek" – Todd Holland (Fox) - Ally McBeal: "A majdnem musical" – Bill D'Elia (Fox) - Szeretünk Raymond: "A karácsonyi fotó" – Will Mackenzie (CBS) - Jóbarátok: "Mi lett volna, ha 1. és 2. rész" – Michael Lembeck (NBC) - Esti meccsek: "Quo Vadimus" – Thomas Schlamme (ABC) - Will és Grace: "Homo for the Holidays" – James Burrows (NBC)                            | - Az elnök emberei: "Bevezető rész" – Thomas Schlamme (NBC) - Vészhelyzet: "A mi kis családunk" – Jonathan Kaplan (NBC) - Vészhelyzet': "Édes keserűség" – John Wells) (NBC) - Maffiózók: "Elátkozott kastély" – John Patterson) (HBO) - Maffiózók: "Herceg fehér lovon" – Allen Coulter (HBO) |
| Legjobb rendező (varietésorozat) | Legjobb rendező (minisorozat, antológiasorozat vagy tévéfilm) |
| - 72. Oscar-gála – Louis J. Horvitz (ABC) - Chris Rock: Bigger & Blacker – Keith Truesdell (HBO) - The Gershwins' "Crazy for You" (Great Performances) – Matthew Diamond (PBS) - Late Show with David Letterman: "Show #1294" – Jerry Foley (CBS) - Saturday Night Live: The 25th Anniversary Special – Beth McCarthy-Miller (NBC) - The Tonight Show with Jay Leno: "Show #1770" – Ellen Brown (NBC) | - The Corner – Charles S. Dutton (HBO) - Fekete csillag – Martha Coolidge (HBO) - Annie – Rob Marshall (ABC) - Bombabiztos – Martin A. Pasetta Jr., Stephen Frears) (CBS) - Az Aranypolgár születése – Benjamin Ross) (HBO)                                                                    |

### Forgatókönyvírók
| Legjobb forgatókönyv (vígjátéksorozat) | Legjobb forgatókönyv (drámasorozat) |
| --- | --- |
| - Már megint Malcolm: "A kezdetek" – Linwood Boomer (Fox) - Szeretünk Raymond: "A házisárkány" – Ray Romano, Philip Rosenthal) (CBS) - Frasier – A dumagép: "Valami kölcsönvett, valami kék" – Christopher Lloyd, Joe Keenan) (NBC) - Különcök és stréberek: "Pilot" – Paul Feig (NBC) - Szex és New York: "Evolúció" – Cindy Chupack (HBO) - Szex és New York: "Az ex és New York" – Michael Patrick King (HBO) | - Az elnök emberei: "Karácsony a Fehér Házban" – Aaron Sorkin, Rick Cleveland (NBC) - Buffy, a vámpírok réme: "Csend" – Joss Whedon (The WB) - Maffiózók: "Elátkozott kastély" – David Chase, Todd A. Kessler (HBO) - Maffiózók: "Herceg fehér lovon" – Robin Green, Mitchell Burgess (HBO) - Az elnök emberei: "Bevezető rész" – Aaron Sorkin (NBC) |
| Legjobb forgatókönyv (varietésorozat) | Legjobb forgatókönyv (minisorozat vagy tévéfilm) |
| - Eddie Izzard: Dress to Kill – Eddie Izzard (HBO) - Chris Rock: Bigger & Blacker – Chris Rock (HBO) - The Chris Rock Show – Tom Agna, Vernon Chatman, Louis C.K., Lance Crouther, Nick Di Paolo, Ali LeRoi, Steve O'Donnell, Chris Rock, Chuck Sklar, Jeff Stilson, Halsted Sullivan, Wanda Sykes, Mike Upchurch (HBO) - Late Night with Conan O'Brien – Jonathan Groff, Chris Albers, Ellie Barancik, Andy Blitz, Louis C.K., Janine Ditullio, Jon Glaser, Michael Gordon, Roy Jenkins, Brian Kiley, Brian McCann, Conan O'Brien, Andy Richter, Robert Smigel, Brian Stack, Mike Sweeney (NBC) - Late Show with David Letterman – Rodney Rothman, Gabe Abelson, Michael Barrie, Carter L. Bays, Jon Beckerman, Rob Burnett, Chris Harris, David Letterman, Gerard Mulligan, Jim Mulholland, Tom Ruprecht, Bill Scheft, Beth Sherman, Eric Stangel, Justin Stangel, Craig Thomas, Joe Toplyn, Steve Young (CBS) | - The Corner – David Simon, David Mills) (HBO) - Csalók – John Stockwell) (HBO) - Homicide: The Movie – Eric Overmyer, James Yoshimura, Tom Fontana (NBC) - Ha a falak beszélni tudnának 2.: "1961" – Jane Anderson (HBO) - Az Aranypolgár születése – John Logan (HBO)                                                                              |

## In Memoriam
A gála "in memoriam" szegmense az alábbi elhunyt személyekről emlékezett meg:
- Loretta Young
- Douglas Fairbanks Jr.
- Madeline Kahn
- John Gielgud
- George C. Scott
- Larry Linville
- Meredith MacRae
- Gene Rayburn
- Durward Kirby
- Shirley Hemphill
- Hoyt Axton
- Nancy Marchand
- Leonard Goldenson
- Clayton Moore
- Doug Henning
- Craig Stevens
- Mary Jane Croft
- Mabel King
- Charles M. Schulz
- Alec Guinness
- Walter Matthau

## Fordítás
- Ez a szócikk részben vagy egészben  a(z)   52nd Primetime Emmy Awards című angol Wikipédia-szócikk fordításán alapul.  Az eredeti cikk szerkesztőit annak laptörténete sorolja fel. Ez a jelzés csupán a megfogalmazás eredetét és a szerzői jogokat jelzi, nem szolgál a cikkben szereplő információk forrásmegjelöléseként.